# 2137-es mellékút (Magyarország)
A 2137-es számú mellékút egy rövid, valamivel kevesebb, mint tíz kilométeres hosszúságú, négy számjegyű mellékút Nógrád vármegyében, a Cserhátban.

## Nyomvonala
A 2129-es útból ágazik ki, annak 9+500-as kilométerszelvénye körül, Vanyarc központjában, dél felé. Az 5-6. kilométere környékén, majdnem két kilométeren át Erdőkürt keleti külterületén halad, majd közel másfél kilométeren át Erdőkürt és Kálló határvonala mentén húzódik. Nyolcadik kilométere előtt ér át teljesen kállói területre, ott ér véget, a 2106-os útba csatlakozva, annak a 35+650-es kilométerszelvénye környékén.
Az országos közutak térképes nyilvántartását szolgáló kira.gov.hu adatbázisa szerint a teljes hossza 9,349 kilométer.